# Réserve paysagère de Storemyr-Fagerbakken
La réserve paysagère de Storemyr-Fagerbakken  est une réserve naturelle norvégienne qui est située dans le municipalité de Færder, dans le comté de Vestfold.

## Description
La réserve naturelle de 0,276 km2, créée en 1984, est située au sud-est de l'île de Hvasser. Elle comprend une zone largement boisée, une forêt mixte composée principalement de mélèze thermophile.
Le noisetier est une espèce dominante, avec le tremble, le cerisier, le frêne, l'orme et le pin sylvestre. L'aulne noir pousse dans les zones marécageuses.

forêt marécageuse

Des prairies sèches avec le bétail et un certain nombre d'autres espèces se trouvent dans la région. Dans les zones marécageuses, il y a l'iris des marais. De nombreuses espèces d'oiseaux prospèrent dans la région, y compris le geai des chênes et le rossignol progné. Chevreuil, renard roux et blaireau sont constamment à la recherche de pistes. Des tritons et des rainettes se trouvent dans la zone protégée et dans les étangs juste à l'extérieur. Plusieurs libellules de la liste rouge sont également présentes.
Auparavant, la zone était utilisée pour le pâturage d'été pour le bétail.
Il existe un certain nombre de maisons de vacances dans la zone de conservation; ce sont des bâtiments qui existaient avant la mise en place de la protection.

## Sites remarquables

petit tertre funéraire

Plusieurs sites archéologiques sont situés dans la zone de conservation du paysage ; ce sont automatiquement des monuments culturels protégés. L'un d'eux est une rare chaîne de pierre en forme de labyrinthe d'environ 9 x 9 mètres. Il est constitué d'une seule couche de pierre et mesure 0,1 m de haut. Il est décrit comme une enceinte miniature. Deux autres se trouvent à Tisler à Østfold, et dans le sud de la Suède. Le monument culturel est qualifié de « site de culte rituel ». On suppose que ce monument culturel date de l'âge du fer. À proximité se trouve un petit tumulus funéraire , également vraisemblablement de l'âge du fer.